# Zisterzienserinnenkloster Mariazell zu Kalchrain

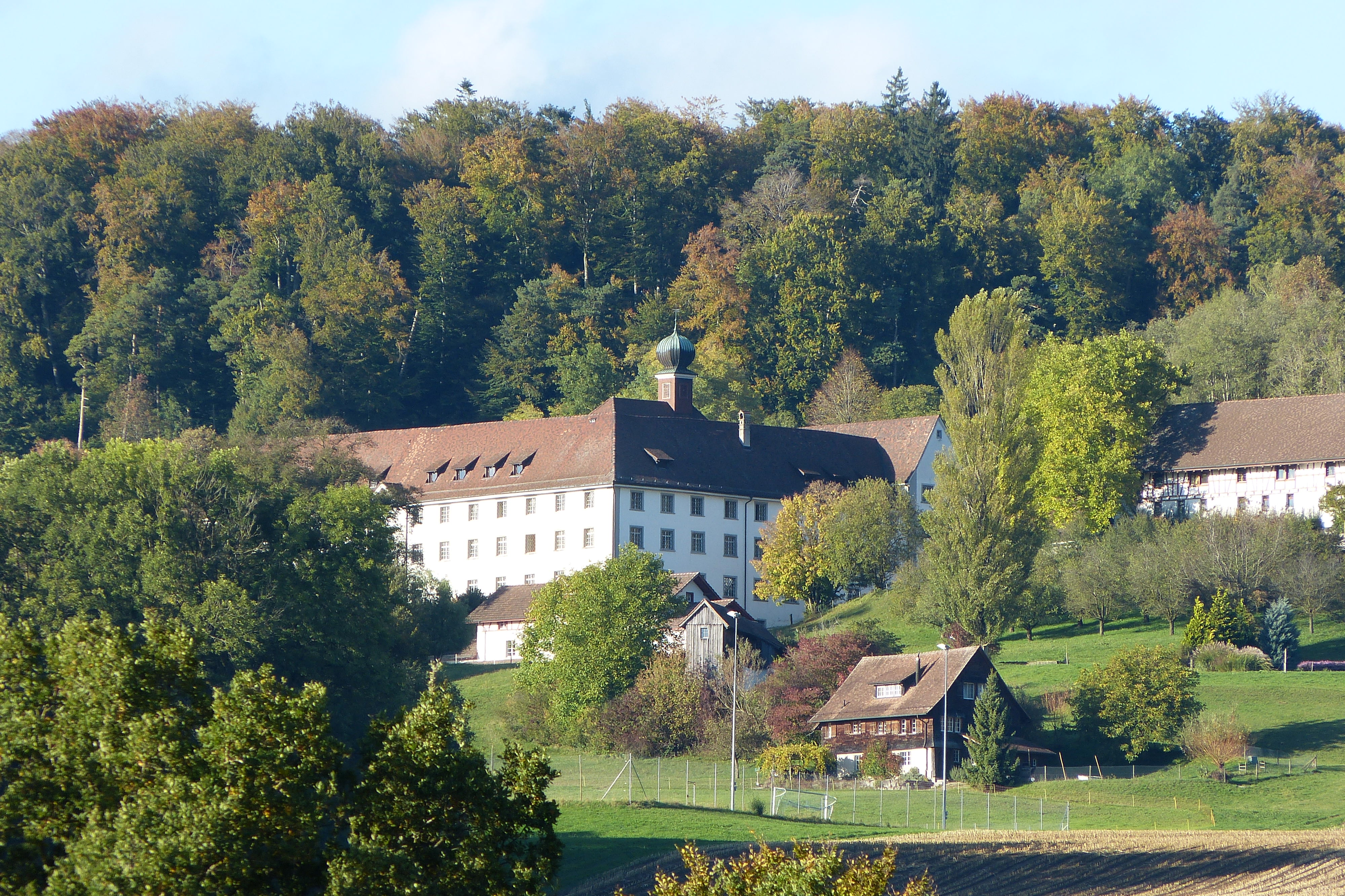
Ehemaliges Kloster Kalchrain

Das Zisterzienserinnenkloster Mariazell zu Kalchrain oder Kloster Kalchrain, schweizerdeutsch Chloschter Chalchere, war ein Kloster der Zisterzienserinnen in Hüttwilen im Kanton Thurgau in der Schweiz. Es gehörte bis 1814 zur Diözese Konstanz und seit 1828 zu Basel. Vaterabt war zunächst der Abt von Salem, ab 1603 der Abt von Wettingen. Das im 14. Jahrhundert gegründete Kloster wurde 1848 aufgehoben.

## Geschichte

Luftbild 1947, als die Klostergebäude und -güter als Arbeitserziehungsanstalt genutzt wurden

Das Kloster wurde zwischen 1324 und 1331 als Unserer Lieben Frauen Zelle zu Kalchrain durch die Herren von Klingenberg gegründet. Bischof Konrad von Freising wird 1331 als Erbauer und Stifter des Klosters Kalchrain genannt. Durch seine Vermittlung erhielten die Zisterzienserinnen vom Kloster St. Gallen den Kirchensatz zu Herdern. Die Klostertradition verlegt die Stiftung in das Jahr 1230 und schreibt sie Ulrich Walter von Klingen zu. Eine anfängliche Förderung durch die Herren von Klingen ist gewiss.
Wahrscheinlich wurde Kalchrain zuerst mit Feldbacher Nonnen besetzt; 1336 ist die erste Äbtissin erwähnt. Die Klostergüter, darunter die Höfe Kalchrain, Moorwilen (Gemeinde Hüttwilen), Buch bei Frauenfeld und Bietenhard (Gemeinde Lustdorf), vermochten nur einen kleinen Konvent zu versorgen. Eine eigene Gerichtsherrschaft bestand nicht.
Die Schirmhoheit ging 1460 mit der Landgrafschaft Thurgau an die eidgenössischen Orte über. 1481 sank Kalchrain zum Priorat herab. Neben dem Brand von 1521 trug die Reformation zum teilweisen Verfall bei. So wohnten 1539 nur die Priorin Agnes Kantengiesser, 1556 fünf Konventualinnen und drei «alte (reformierte?) Frauen» in Kalchrain. Da nach 1553 unter direkter eidgenössischer Verwaltung die materiellen Grundlagen geschaffen wurden, wurde Kalchrain mit einem Tagsatzungsbeschluss 1562 wieder Abtei. 1563 bis 1577 erfolgte unter Äbtissin Catherina Schmid aus Magdenau der Wiederaufbau von Teilen des Klostervierecks, wobei der Gründungsbau der Kirche erhalten blieb. Im 17. bis 18. Jahrhundert erlebte der Konvent eine religiöse, personelle und dank Stiftungen auch ökonomische Blüte. 1720 lebten 21 Chorfrauen und 7 Laienschwestern im Kloster Kalchrain.
1697 plante Caspar Moosbrugger den barocken Neubau der Klosteranlage. Sein Bruder, Johann III. Moosbrugger, leitete die Bauarbeiten.
Das Kloster hatte mehrere Brandkatastrophen, die Reformation und Erdbeben überstanden, als es 1848 durch die thurgauische Regierung aufgehoben wurde. Äbtissin und Konvent zogen vorübergehend in das ehemalige Kloster Paradies. Der Konvent wurde 1856 in der Abtei Mariastern-Gwiggen neu begründet.

## Heutige Nutzung
In den ehemaligen Klostergebäuden wurde 1849 eine kantonale «Zwangsarbeitsanstalt», ab 1942 «Arbeitserziehungsanstalt» genannt, eingerichtet. 2013 wurde sie in «Massnahmenzentrum Kalchrain» umbenannt. Es dient heute der Ausbildung von straffälligen jungen männlichen Erwachsenen.